# ランボルギーニ・コンセプトS
ランボルギーニ・コンセプトS (Lamborghini Concept S)はイタリアの自動車メーカーであるランボルギーニがガヤルドをベースに製造したコンセプトカーである。

## 概要
コンセプトSは2005年のジュネーブモーターショーに出展された。モーターショーに展示されたのはデザインスタディモデルであったが、同年のコンコルソ・イタリアーノとペブルビーチ・コンクール・デレガンスにはエンジンを積んだ走行可能なモデルが展示された。
当初は100台限定での発売を予定していたが、製造コストの関係で3台のみ製造された。ボディが白色の個体しか存在しておらず、デザイナーのルカ・ドンカーヴォルケが白のボディカラーを前提にデザインしたためである。スタイリングにガヤルドと大きな違いは無いが、ルーフのないスピードスターになっているのが特徴。
ベースとなったガヤルドは元々ホワイトのボディカラーが設定されておらず、日本人のカスタマーがカスタムペイントでホワイトのガヤルドを注文したところ、ランボルギーニ社内で好評だったため、ガヤルドのボディカラーに採用された経緯がある。
コンセプトSは過去数回オークションに登場しており、2015年にはニューヨークで開催された「アート・オートモービル」に、2017年にはアブダビでオークションに登場し約1億5000万円で落札された。2019年にもアブダビのオークションに登場している。

## 参照
1. ↑  https://221616.com/car-topics/20051004-a9028/
2. ↑  https://forride.jp/car/auction-lamborghini-concept-s
3. ↑  https://intensive911.com/italian-car-brand/ferrari/186921/
4. ↑  https://creative311.com/?p=76593
5. ↑  https://intensive911.com/italian-car-brand/ferrari/186921/
6. ↑  https://intensive911.com/italian-car-brand/ferrari/186921/
7. ↑  https://response.jp/article/2015/07/23/256188.html
8. ↑  https://creative311.com/?p=22396
9. ↑  https://creative311.com/?p=20909